# Lindsay Ell
Lindsay Elizabeth Ell, née le 20 mars 1989 à Calgary (Alberta, Canada), est une chanteuse, compositrice et guitariste country pop canadienne.
Sa musique incorpore des éléments de rock et de blues. Elle est signée sur le label américain Stoney Creek Records, une empreinte (?) de Broken Bow Records. Son premier EP, Worth the Wait, est sorti en mars 2017. Son premier album country complet, The Project, est sorti en août 2017 et a fait ses débuts à la première pace du palmarès Billboard Country Album Sales.

## Jeunesse
Lindsay Ell est née le 20 mars 1989 à Calgary, dans l'Alberta (Canada). Elle a commencé à jouer du piano à six ans, jusqu'à ce qu'elle découvre la collection de guitares de son père, dispersées dans toute la maison, changeant à huit ans. Lindsay est tombée amoureuse du blues et a commencé à écrire des chansons à 10 ans. Ell a été valedictorian (major de promotion) de sa classe à l'école secondaire Bishop Carroll, dont elle a obtenu son diplôme un an plus tôt. Elle a ensuite fait des études de commerce à l'Université de Calgary et a étudié la musique au Berklee College of Music, en plus de poursuivre sa carrière musicale,.

## Carrière
Randy Bachman a découvert Ell alors qu'elle n'avait que 15 ans. Bachman l'a décrite comme « l'artiste la plus talentueuse et la plus polyvalente qu['il a] rencontrée depuis de nombreuses années ». Bachman a co-écrit et produit son premier album, intitulé Consider ThisIl a été enregistré au studio de Bachman sur l'île Saltspring et Ell elle-même a co-écrit la plupart des 11 chansonss. L'album est sorti en 2006 sur le label de Bachman, Ranbach Music, et a été distribué par Fontana North. Ell a tourné avec le guitariste de blues Buddy Guy en 2008,. Sur son album de 2009, Alone, elle est passée à un son plus acoustique par rapport à ses débuts,.
C'est son premier voyage d'écriture de chansons à Nashville qui l'a amenée à boucler la boucle de ses racines country. Elle a fait des allers-retours de Calgary à Nashville pendant quelques années pour participer à des sessions d'écriture de chansons tout en jouant autant de spectacles en direct que possible pour perfectionner son art. À l'âge de 21 ans, elle s'installe définitivement à Nashville et signe avec le label américain Stoney Creek Records.
En décembre 2013, son premier single officiel, Trippin' on Us, a fait ses débuts en tant que chanson la plus ajoutée à la radio de musique country au Canada et aux États-Unis avec plus de 50 ajouts la première semaine. Ell a depuis été qualifiée de « véritable triple menace » par Guitar World, de « star en devenir » par Taste of Country et de « figure distincte du camp d'enregistrement country moderne » par Country Weekly.
Lindsay est une guitariste dont le style a été influencé par John Mayer, Keith Urban, Stevie Ray Vaughan, Tommy Emmanuel, Chet Atkins, Buddy Guy, Randy Bachman, Eric Clapton et Jimi Hendrix,. Elle joue généralement sur des guitares acoustiques Les Paul Goddess et Martin personnalisées. Elle est une artiste officielle de Martin Guitar.
Lindsay a fait ses débuts au Grand Ole Opry le 15 avril 2014 et, depuis, a fait plusieurs apparitions dans l'émission.
Le 24 mars 2017, Lindsay a sorti son premier EP, Worth the Wait, contenant six chansons, dont une reprise de Stop This Train de John Mayer. « Worth the Wait montre le talent d'Ell à tous les niveaux, en tant que guitariste, chanteuse et auteur-compositeur », a écrit Sounds Like Nashville dans une critique du projet.
Le 28 janvier 2018, Lindsay a chanté l'hymne national canadien lors du match des étoiles de la LNH 2018. En mars 2018, elle s'est produite au festival C2C: Country to Country au Royaume-Uni.
Le 29 juillet 2020, à la demande de son label, Lindsay s'est envolée pour Nashville pour interpréter un remix en tant qu'artiste invitée sur le nouveau single de son compagnon de label Tucker Beathard intitulé Faithful. Le morceau était le premier single promotionnel sorti lors de l'annonce du prochain album de Beathard intitulé KING, mais la version qui la présente a été laissée de côté de l'album et ne put être diffusée que via YouTube,.
En octobre 2021, il a été annoncé qu'Ell animerait la deuxième saison de Canada's Got Talent, dont la diffusion est prévue en 2022. Elle devrait également servir aux côtés de Priyanka en tant que coanimatrice des Canadian Country Music Awards 2021.

## Tournées
- We Are Pioneers World Tour (2013/2014) - en soutien à The Band Perry
- CMT Next Women of Country Tour (2016) - en soutien à Jennifer Nettles
- Life Amplified World Tour (2017) - en soutien à Brad Paisley
- Weekend Warrior World Tour (2017/2018) - en soutien à Brad Paisley[31]
- Still the Same Tour (2018) - en soutien à Sugarland[32]
- Graffiti U World Tour (2018) - en soutien à Keith Urban[33]
- Monster Energy Outbreak Tour (2018/2019) - tête d'affiche[34]
- Friends and Heroes Tour (2021) - en soutien à Blake Shelton

Lindsay Ell a été sélectionnée par The Band Perry pour ouvrir leur tournée We Are Pioneers World Tour, qui comprenait 50 dates à travers l'Europe et l'Amérique du Nord en 2013 et 2014. Elle a également participé à des tournées avec Keith Urban, Luke Bryan, Buddy Guy, Big & Rich, Gretchen Wilson, Ronnie Dunn, Paul Brandt, Chris Isaak et Blake Shelton.

## Discographie
- Consider This (2008)
- Alone (2009)
- The Project (2017)
- The Continuum Project (2018)
- Heart Theory (2020)

## Récompenses et nominations
| An   | Cérémonie de prix                              | Catégorie                            | Œuvre nommée                                                     | Résultat   | Réf    |
| ---- | ---------------------------------------------- | ------------------------------------ | ---------------------------------------------------------------- | ---------- | ------ |
| 2014 | Association canadienne de la musique country   | Étoile montante                      | Lindsay Ell                                                      | Nomination | [ 36 ] |
| 2014 | Association canadienne de la musique country   | All Star Band - Guitare              | Lindsay Ell                                                      | Nomination | [ 36 ] |
| 2015 | Association canadienne de la musique country   | Étoile montante                      | Lindsay Ell                                                      | Nomination | [ 36 ] |
| 2015 | Association de la musique country de l'Alberta | Artiste féminine de l'année          | Lindsay Ell                                                      | Lauréat    | [ 37 ] |
| 2016 | Prix de la musique CMT                         | Superstar sociale                    | Lindsay Ell                                                      | Nomination | [ 38 ] |
| 2016 | Association canadienne de la musique country   | Artiste féminine de l'année          | Lindsay Ell                                                      | Nomination | [ 39 ] |
| 2017 | Association canadienne de la musique country   | Artiste féminine de l'année          | Lindsay Ell                                                      | Nomination | [ 39 ] |
| 2018 | Association canadienne de la musique country   | Artiste féminine de l'année          | Lindsay Ell                                                      | Nomination | [ 40 ] |
| 2018 | Association canadienne de la musique country   | Album de l'année                     | The Project                                                      | Nomination | [ 40 ] |
| 2019 | Prix de l'Académie de la musique country       | Nouvelle artiste féminine de l'année | Lindsay Ell                                                      | Nomination | [ 41 ] |
| 2019 | Prix de la musique CMT                         | Vidéo collaborative de l'année       | "Ce qui se passe dans une petite ville" (avec Brantley Gilbert)  | Nomination | [ 42 ] |
| 2019 | Association canadienne de la musique country   | Artiste féminine de l'année          | Lindsay Ell                                                      | Nomination | [ 43 ] |
| 2019 | Association canadienne de la musique country   | Artiste interactif de l'année        | Lindsay Ell                                                      | Lauréat    | [ 43 ] |
| 2019 | Association canadienne de la musique country   | Single de l'année                    | "Criminel"                                                       | Nomination | [ 43 ] |
| 2019 | Association canadienne de la musique country   | Vidéo de l'année                     | "Criminel"                                                       | Nomination | [ 43 ] |
| 2019 | Prix de l'Association de musique country       | Événement musical de l'année         | "Ce qui se passe dans une petite ville" (avec Brantley Gilbert ) | Nomination |        |
| 2020 | Prix de l'Académie de la musique country       | Nouvelle artiste féminine de l'année | Lindsay Ell                                                      | Nomination |        |
| 2020 | Prix de l'Académie de la musique country       | Événement musical de l'année         | "Ce qui se passe dans une petite ville" (avec Brantley Gilbert ) | Nomination |        |
| 2020 | Association canadienne de la musique country   | Artiste féminine de l'année          | Lindsay Ell                                                      | Nomination | [ 44 ] |
| 2020 | Association canadienne de la musique country   | Artiste interactif de l'année        | Lindsay Ell                                                      | Lauréat    | [ 44 ] |
| 2021 | Prix Juno de 2021                              | Album country de l'année             | théorie du cœur                                                  | Nomination | [ 45 ] |
| 2021 | Prix de la musique country canadienne 2021     | Album de l'année                     | théorie du cœur                                                  | Nomination | [ 46 ] |
| 2021 | Prix de la musique country canadienne 2021     | Artiste féminine de l'année          | Lindsay Ell                                                      | Nomination | [ 47 ] |
| 2021 | Prix de la musique country canadienne 2021     | Artiste interactif de l'année        | Lindsay Ell                                                      | Lauréat    | [ 47 ] |
| 2021 | Prix de la musique country canadienne 2021     | Auteur-compositeur de l'année        | " Good on You " (avec Sam Ellis et Micah Premnath)               | Nomination | [ 47 ] |
| 2021 | Prix de la musique country canadienne 2021     | Vidéo de l'année                     | "Voulez-moi revenir"                                             | Nomination | [ 47 ] |